# Abbaye de Disibodenberg
L'abbaye Mons Sancti Disibodi, près de Odernheim am Glan (Rhénanie-Palatinat), en Allemagne, est une abbaye située au confluent de la  Nahe et de la Glan. C'est l'abbaye où vécut pendant 39 ans la religieuse bénédictine mystique, compositrice et femme de lettres franconienne, sainte et Docteur de l'Église catholique du XIIe siècle Hildegarde de Bingen.

## Histoire
Le monastère fut fondé au VIIe siècle par saint Disibod, qui vint d’Irlande y chercher la solitude. Son exemple lui attira des disciples auxquels il donna la règle de Saint Benoît. Ce monastère a souffert plusieurs révolutions pendant trois siècles. En l'an 1259, l'abbaye se rattacha à l'ordre cistercien. En 1576, l'abbaye fut sécularisée par les protestants.

## Abbés connus
Juan Caramuel y Lobkowitz conserva ce titre et quelques revenus jusqu'à l'an 1648, dont il fut privé en conséquence du traité de Westphalie.

## Architecture

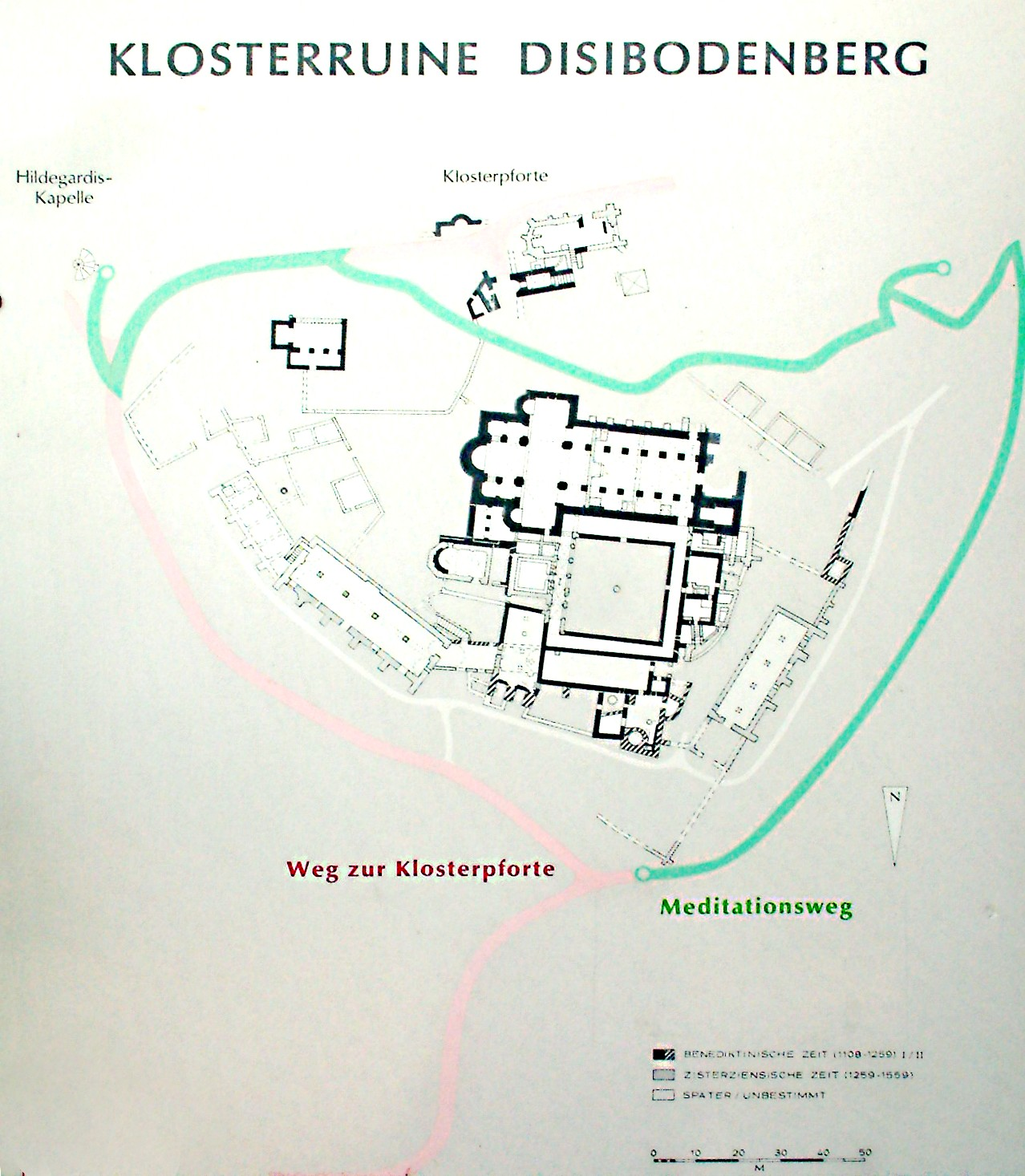
Plan des ruines de l'abbaye

L'abbatiale, orientée, occupe le côté nord d'un cloître sensiblement carré entoué des ateliers, offices et bâtiments couventuels.

## Source
- Charles Wastelain, Description de la Gaule-Belgique selon le trois ages de l'histoire. Bruxelles, 1761, p. 113